# Psathyrella aquatica
Psathyrella aquatica és una espècie de fong d'Oregon, descrit per primera vegada en la revista Mycologia del 2010. Es tracta del primer cas d'un fong aquàtic capaç de generar cossos fructífers.
Va ser trobat per Robert Coffan, Jonathan Frank i Darlene Southworth, professors del departament de Biologia de la Universitat d'Oregon, al riu Rogue, a l'estat d'Oregon (Estats Units).
Creix en cursos d'aigua, on és capaç de suportar forts corrents.